# Командо з передмістя
«Командо з передмістя» («Suburban Commando») — американська фантастична кінокомедія 1991 року, знята режисером Бертом Кеннеді, з Халком Хоганом у головній ролі.

## Сюжет
Міжзоряний воїн Шеп Ремзі виконує завдання, щоб затримати міжгалактичного деспота генерала Суїтора. Генерал викрав президента Хашину, правителя цілої планети. Шеп піднімається на борт флагманського корабля Суїтора, але не може врятувати Хашину, яку вбиває Суїтор. Поранений Хашиною Суїтор перетворюється на рептилоїдне створіння. Шепу ледь вдається врятуватися, але він встигає підірвати корабель.
Через те, що Шепу не вдалося врятувати президента, його начальник каже, що в нього «стрес» і йому слід взяти відпустку. Роздратований Шеп випадково розбиває свої системи управління і змушений здійснити аварійну посадку на Землю, де йому доведеться перебувати доти, доки його космічний корабель не полагодять. Шеп погано знає земні звичаї, а його запальність і почуття справедливості створюють проблеми з усіма, кого він зустрічає, наприклад, з вуличним артистом-мімом, якому він намагається допомогти різними комічними способами, наприклад, звільнити його з «невидимого ящика».
Чарлі Вілкокс — слабохарактерний архітектор, який працює на сварливого і лицемірного Адріана Белтца. Його дружина Дженні безуспішно вмовляє його постояти за себе і попросити у Белтца надбавки до зарплати, оскільки рахунки стали дуже дорогими. Чарлі пішов просити надбавки до зарплати у Белтца, але злякався. Щоб допомогти матеріально, вона здає в оренду сарай Чарлі під будиночок для відпочинку, який орендує Шеп. Зовнішній вигляд і поведінка Шепа нервують Чарлі, і він починає шпигувати за своїм гостем. Незабаром він виявляє передове обладнання Шепа і починає експериментувати з ним, не знаючи, що джерела енергії можна відстежити, а місцезнаходження Шепа відстежують люди Суїтора. Вони посилають за Шепом пару міжгалактичних мисливців за головами. Для ремонту корабля Шепу також потрібно кілька рідкісних кристалів, найближчі зразки яких можна знайти в кабінеті Белтца. Чарлі допомагає Шепу потрапити в кабінет свого боса під час корпоративної вечірки, поки мисливці за головами не загнали їх у кут. Перемігши в запеклій сутичці, Шеп і Чарлі відправляються додому й лагодять корабель.
Після поразки мисливців за головами на Землю прибуває Суїтор, який врятувався після знищення свого корабля. Він бере в заручники сім'ю Чарлі, змушуючи того привести його до Шепа. Суїтор починає катувати Шепа, отримуючи задоволення перед тим, як вбити воїна. Знайшовши в собі мужність, Чарлі ранить Суїтора, який потім перетворюється на свою жахливу форму. Фізично не впоравшись з ним, Шеп змушений відправити свій корабель на самознищення. Йому й Чарлі вдається врятуватися від вибуху корабля, який назавжди знищує Суїтора.
Шеп залишає Землю на кораблі мисливців за головами. Він забирає з собою секретарку Белтца, Марджі, сподіваючись на тихе сімейне життя. Однак Чарлі став сміливішим від пережитого; він з'являється в офісі Белтца наступного ранку, кричить на свого боса при свідках і кінець кінцем звільняється з невдячної роботи, навіть після того, як був відданий йому і не залишився без підвищення або просування по службі. Згодом Чарлі розв'язує свою останню проблему, використавши зброю Шепа, щоб знищити набридливий набір світлофорів, які ніколи не змінювалися в потрібний час, під схвальні вигуки інших автомобілістів.

## У ролях
- Халк Хоган — Шеп Ремзі
- Крістофер Ллойд — Чарлі Вілкокса
- Шеллі Дювал — Дженні Вілкокс
- Майкл Фаустіно — Марк Вілкокса
- Лора Муні — Тереза Вілкокс
- Ларрі Міллер — Едріан Белц
- Денніс Берклі — Дік
- Бранскомб Річмонд — Байкер
- Вільям Болл — генерал Суїтор
- Джек Елам — полковник Дастін «Дасті» Макгавелл
- Елізабет Мосс — маленька дівчинка
- Том Морга — мім
- Джо Енн Дірінг — Марджі Танен
- Рой Дотріс — Занук
- Тоні Лонго — Наклз
- Марк Келевей — Гатч

## Знімальна група
- Режисер — Берт Кеннеді
- Сценарій — Френк Капелло
- Продюсер — Говард Готфрід
- Оператор — Бернд Гайнл
- Композитор — Девід Майкл Франк
- Монтаж — Террі Стоукс